# Anarthron reticulatum
Anarthron reticulatum is een mosselkreeftjessoort uit de familie van de Philomedidae. De wetenschappelijke naam van de soort is voor het eerst geldig gepubliceerd in 1965 door Hartmann.